# Seznam urgelských biskupů

Znak urgelské diecéze

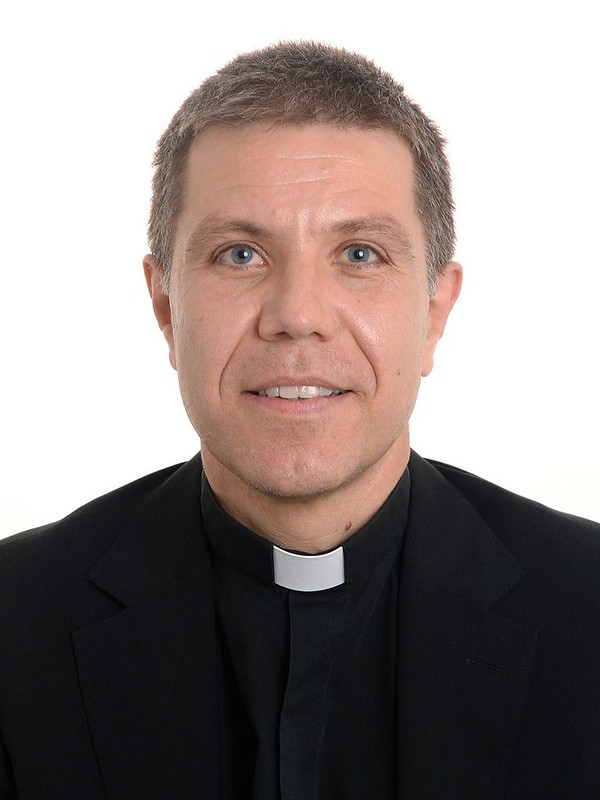
Josep-Lluís Serrano Pentinat, biskup urgelský a spolukníže Andorry

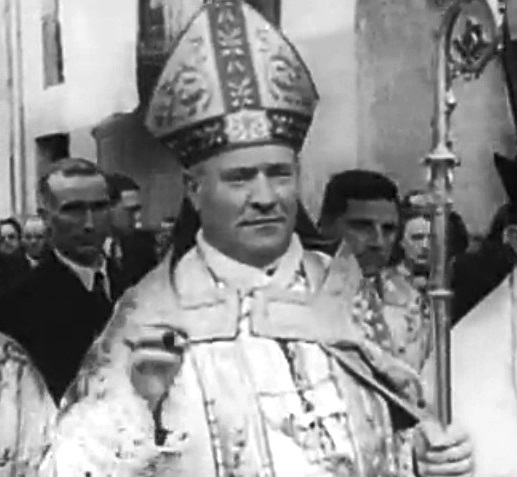
Příjezd dr. Ramóna Iglesiase y Navarriho do Andorry v hodnosti knížete v roce 1942

Toto je seznam biskupů de urgelské diecéze se sídlem ve španělském (katalánském) městečku La Seu d'Urgell (španělsky Seo de Urgel). Od 11. století má, kromě správy svého církevního území, zároveň vlastní titul jednoho ze dvou spoluknížat Andorry. Druhým spoluknížetem je ze své funkce francouzský prezident.

## Urgelští biskupové
- sv. Justus, před rokem 527 – po roce 546
- Epiganus, kolem roku 550
- Marcel I., kolem roku 570
- Simplicius, 589-599
- Gabila, kolem roku 604
- Ranarius, kolem roku 633
- Meurell, 653-665
- Leuderico I., 665-683
- Jacinto ?, 672-680?
- Leuberico, 683-693
- Urbicius, 693-704
- Marcel II., 704-721
- Justus II., 721-733
- Anambad ?, 733-731
- Leuderico II., 732-754
- Esteban, 754-765
- Dotilanus, 765-783
- Felix, 783-792
- Radulf, 792-798
- Felix (druhé období), 798-799
- Leidrat de Lyon, 799-806
- Posedonius I., 806-819
- Sisebuto I., 819-823
- Posedonius II., 823-833
- Sisebuto (druhé období), 833-840
- Florencius, 840-850
- Beato, 850-857
- Guisado I., 857-872
- Golderico, 872-885
- Esclua, 885-892
- Ingoberto, 893-900
- Nantigis, 900-914
- Trigilberto, 914
- Radulfo, 914-940
- Guisado I., 940-981
- Salla Urgelský, 981-1010
- sv. Ermengol, 1010-1035
- Eribau, 1035-1040
- Guillermo Guifredo, 1040-1075
- Bernardo Guillermo, 1075-1092
- Folc II vizconde de Cardona, 1092-1095
- Guillermo Arnau, 1092-1095
- Ot, 1095-1122
- Pedro Berenguer, 1122-1141
- Bernardo Sanz, 1141-1162
- Bernardo Roger, 1162-1166
- Arnau de Preixens, 1166-1195
- Bernardo de Castelló, 1195-1198
- Bernardo de Vilamur, 1198-1203
- Pedro de Puigvert, 1203-1230
- Ponç de Vilamur, 1230-1257
- Abril Pérez Peláez, 1257-1269
- Pedro de Urtx, 1269-1293 první spolukníže Andorry
- Guillermo de Montcada, 1295-1308
- Ramón Trebailla, 1308-1326
- Arnau de Llordat, 1326-1341
- Pedro de Narbona, 1341-1348
- Nicolás Capocci, 1348-1351
- Hugo Desbac, 1351-1361
- Guillermo Arnau y Palau, 1361-1364
- Pedro Martínez de Luna y Gotor, 1364-1370
- Berenguer de Erill y de Pallars, 1370-1387
- Galceranus de Vilanova, 1387-1415
- Francisco de Tovia, 1415-1436
- Arnau Roger de Pallars, 1436-1461
- Jaime de Cardona y Gandia, kardinál, 1461-1466
- Rodrigo de Borja, 1467-1472
- Pedro Folc de Cardona, 1472-1515, jmenován arcibiskupem v Tarragoně
- Juan de Espés, 1515-1530

sedisvakance, 1530-1532
- Pedro Jordán de Urries, 1532-1533
- Francisco de Urries, 1533-1551
- Juan Punyet, 1551-1553
- Miguel Despuig, 1553-1556
- Juan Pérez García de Oliván, 1556-1560
- Pedro de Castellet, 1561-1571
- Juan Dimes Lloris, 1571-1576

sedisvakance, 1576-1578
- Miguel Jeroni Morell, 1578-1579
- Hugo Ambrós de Montcada, 1579-1586

sedisvakance, 1586-1588
- Andrés Capella, 1588-1609
- Bernardo de Salba i Salba, 1609-1620

sedisvakance, 1620-1622
- Luis Díez de Aux y Armendáriz, 1622-1627
- Antonio Pérez i Maxo, 1627-1632

sedisvakance, 1632-1634
- Pau Duran, 1634-1651

sedisvakance, 1651-1655 (z důvodu války)
- Juan Manuel de Espinosa, 1655-1663, jmenován arcibiskupem v Tarragoně

sedisvakance, 1663-1664
- Melchor Palau y Bosca, 1664-1670

sedisvakance, 1670-1671
- Pedro de Copons y Teixidor, 1671-1681

sedisvakance, 1681-1682
- Juan Bautista Desbac y Mortorell, 1682-1688

sedisvakance, 1688-1689
- Oleguer de Montserrat y Rufet, 1689-1694

sedisvakance, 1694-1695
- Julián Cano y Thebar, 1695-1714
- Simeón de Guinda Apéztegui, 1714-1737

sedisvakance, 1737-1738
- Jorge Curado Torreblanca, 1738-1747
- Sebastián de Emparan, 1747-1756

sedisvakance, 1756-1757
- Francisco José Catalán de Ocón, 1757-1762

sedisvakance, 1762-1763
- Francisco Fernández de Xátiva Contreras, 1763-1771

sedisvakance, 1771-1772
- Joaquín de Santiyán Valdivielso, 1772-1779

sedisvakance, 1779-1780
- Juan de García Montenegro, 1780-1783

sedisvakance, 1783-1785
- José de Boltas, 1785-1795

sedisvakance, 1795-1797
- Francisco Antonio de la Dueña Cisnero, 1797-1816

sedisvakance, 1816-1817
- Bernardo Francés Caballero, 1817-1824
- Isidoro Bonifacio López Pulido, 1824-1827, jmenován biskupem Segovia|segovijským

sedisvakance, 1827-1828
- Simón Rojas de Guardiola y Hortoneda, 1828-1851

sedisvakance, 1851-1853
- José Caixal y Estradé, 1853-1879
- Salvador Casañas y Pagés, 1879-1901
- Ramón Riu y Cabanes, 1901 (zemřel v prosinci)
- Toribio Martín (zastupující), 1902 (od ledna)
- Juan José Laguarda y Fenollera, 1902-1906, jmenován biskupem jaénským

sedisvakance, 1906-1907
- José Pujargimzú (zastupující), 1907
- Juan Bautista Benlloch y Vivó, 1907-1919
- Jaime Viladrich (zastupující), 1919-1920
- Justino Guitart y Vilardebó, 1920-1940
- Ricardo Fornesa y Puigdemasa (zastupující), 1940-1943
- Ramón Iglesias y Navarri, 1943-1969
- Ramón Malla Call (zastupující), 1969-1971
- Joan Martí i Alanís, 1971-2003
- Joan Enric Vives i Sicília, 2003-2025
- Josep-Lluís Serrano Pentinat, od 2025